# Velliscig

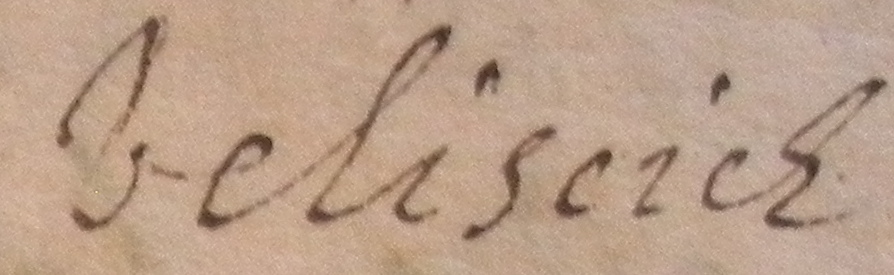
Cognome nel 1600

Velliscig è un cognome italiano, la cui etimologia deriva dall'antico insediamento di Velindò, in Slovenia. Secondo una nuova ricerca, il cognome potrebbe derivare dalla nobile famiglia boema Velišovšky di Velišova.

## Il ramo italiano

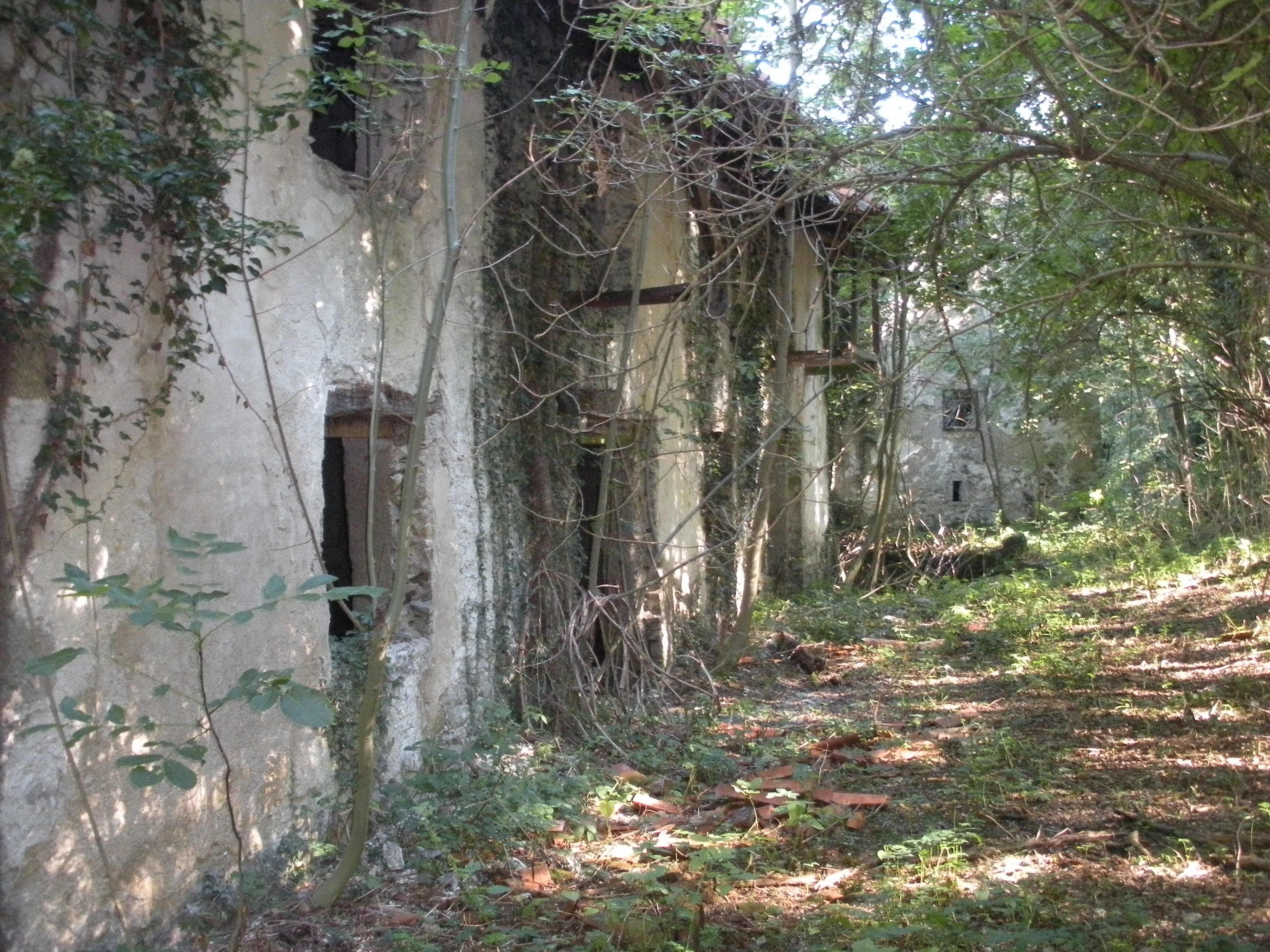
Villaggio abbandonato di Velindò

Alcuni membri si stabilirono nella Valle dello Judrio, (Impero Austro - Ungarico) concentrandosi nella zona di Liga e Zapotocco, ma in modo particolare nella piccola frazione di Velindol (così nel catasto del 1761) o Velindò. Questo nome di località deve essere molto antico e, per la parte finale, si può confrontare con il paese di Scozindol, "Salzpurgensis diocesis", citato nel 1489. Il nostro piccolo villaggio, molto probabilmente, ha dato il nome alla famiglia, nel senso di "abitante di Velindol". 
Dalla valle dello Judrio il cognome si è diffuso nella Valle del Isonzo dove è presente nella forma slovena Velišček, nelle Valli di San Leonardo Vellescig, nella pianura friulana e nel nord Italia Velisig oppureVelliscig. Nelle ordinazioni sacre del 1738 troviamo: Thomas Vellinschig Canalensis, scholaris, annorum 20. petit approbari pro minoribus tantum. Habet requisita – approbatus pro primam tonsuram et quatuor minores ordines.accolytus a duobus et ultra annis, petit approbari pro subdiaconatus ordine, ad titulum sui patrimonii. Habet requisita – approbatus ad subdiaconatum All'inizio del XX secolo alcuni emigrarono in America (Carlo Velliscig naturalizzando il cognome originale in Velling) in Indiana, Ohio, Illinois, Argentina e Canada; altri si spostarono in Francia.

### Cronologia storica
- 1592 Vrsiza Vilisiza de Oborza.[1]

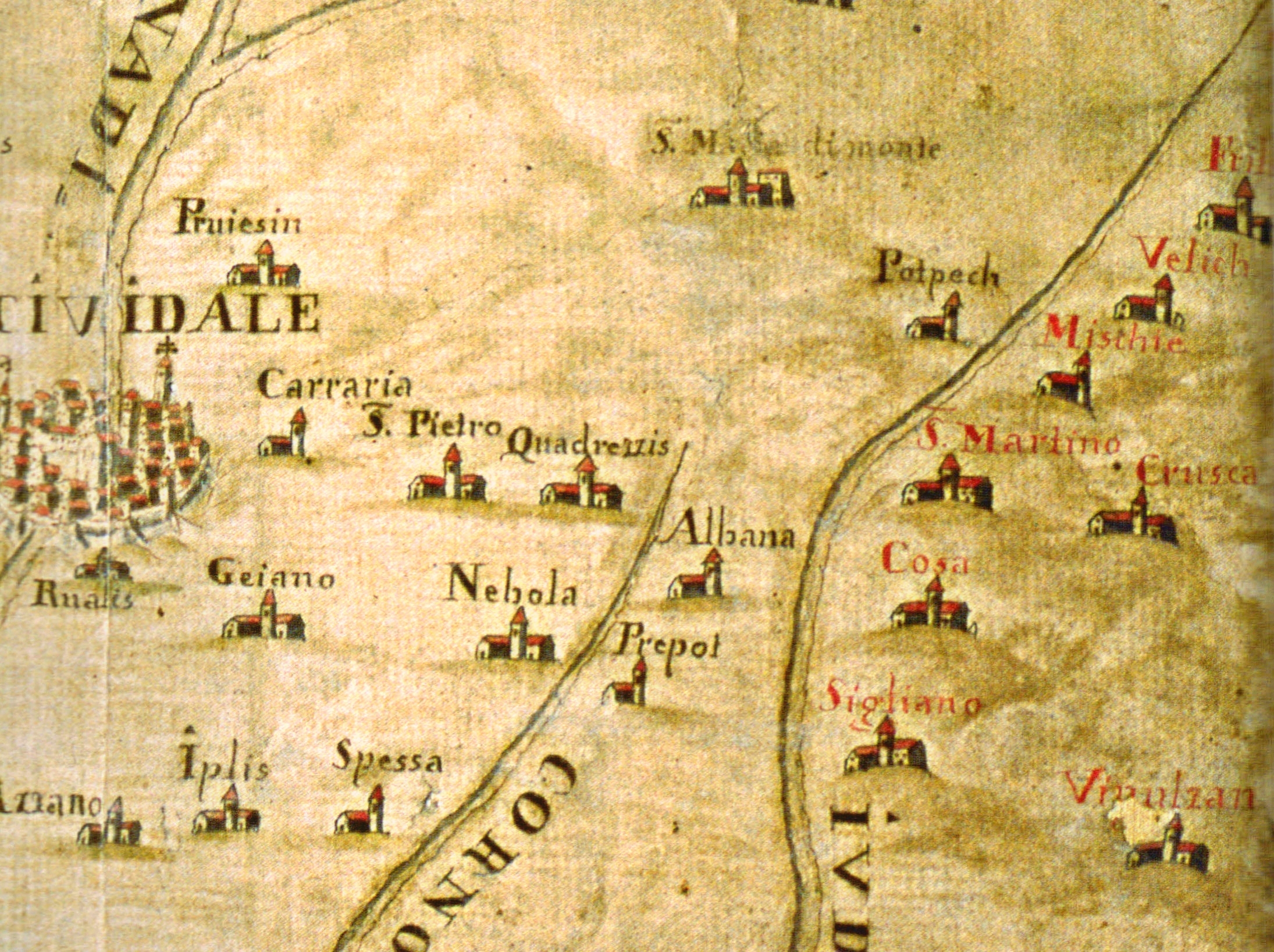
Patria del Friuli nel 1700, in alto a destra la zona del villaggio di Velindol

- 11.1596 Juuan Veliseche di Canal di Judri.[6]
- 1598 Urban Veliscigh, suddito imperiale arciducale, viene "accusato" assieme a suo cognato Marcolino, da Giovanni Codermazo da Pregore, durante il processo a Martino Duriavig di incuterli paura.

Io non sono comparso prima d'hora perché mi veniva fatto paura che mi volevano far metter in prigione et far molto danno. Questi che mi facevano paura eran Marcollino di Oborza et Urban Veliscigh suo cognato di Canal di Iudrio suddito imperiale arciducale et anco Gregorio di Codermazo. Signor no che da altri non mi è stata fatta altra paura.»
(Interrogatorio del testimone chiave Giovanni, fu Boltari Codermazo da Pregorea, 25 luglio 1598.)
- 13.02.1611 nasce Valentin Velischich figlio di Stefano.[7]
- 1612 Michel Veliscech, facente parte della confraternita di Castelmonte.[6]
- 05.05.1678 Thomas Veliscig de Sapatochg cadendo da un ramo d'albero, muore all'istante sfracellato.[7]
- 18.06.1720 Cadendo da un albero, muore sul colpo Canciano Velluscig detto Clanscig di Poppeg (Podpecchio). Aveva circa 40 anni.[7]
- 1738: diacono Martino Veliszhigh, ladro di argenteria nella Chiesa di Castelmonte.
- Archivio Curia Arcivescovile di Udine, "a parte Imperii", ordinazioni sacre nel 1738.
- 1746 Velliscig de Podreska (= Podresca).[7]
- 1750 Andrea figlio di Stefano Velliscig q. Gregorio q. Stefano q. Giorgio, di Lasiz, sposa Giovanna figlia di Urbano Salamant.[7]
- 11.12.1757 Viene uccisa da un congiunto a Sapotoch Marinza, moglie di Luca Veliszach.[7][8]
- 1820 Velliscig Cristiano di Codromaz, sacerdote.[9][10]
- 1850 Velliscig sindaco di Castelmonte.[11][12]

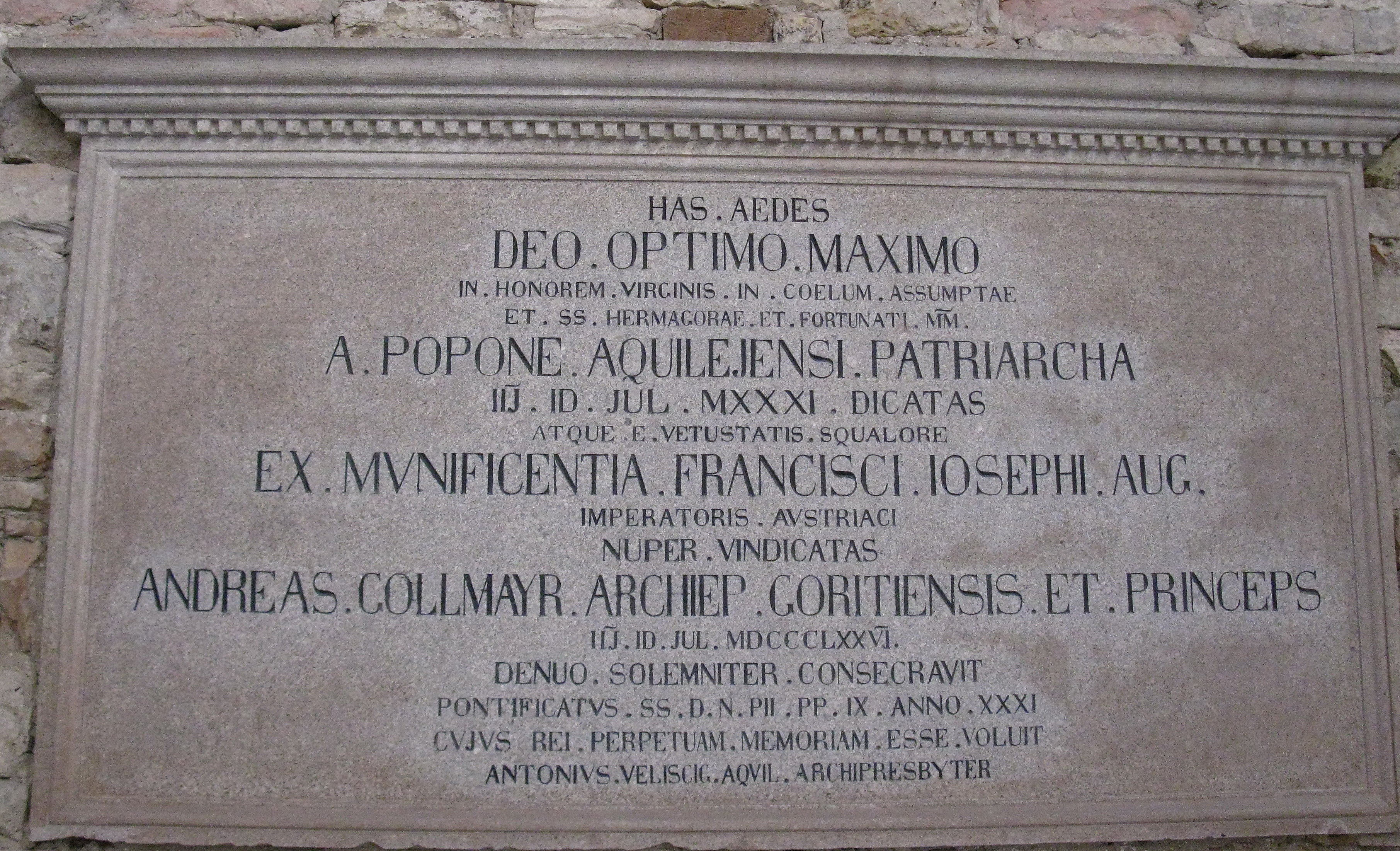
Lapide interno Basilica di Aquileia che ricorda l'arciprete Antonio Veliscig

- 1860 Veliscig Antonio, patriota italiano, vicario onorario del Duomo di Gorizia, nato in Dolegna nel distretto di Cormons. All'età di 38 anni ha dimostrato il suo atteggiamento antigovernativo, mediante le sue prediche antiaustriache in senso ultra clericale.[13][14] Giacomo Sion (+ 1894) ha regalato a Mons. Velisi il gruppo della Pietà (di gesso) asserendo che proveniva dalla chiesa di Monastero". Il Monsignore citato è Mons. Antonio Veliscig parroco ad Aquileia dal 1873 al 1893. Il monsignore ha voluto fortemente il Museo archeologico nazionale di Aquileia[15][16]
- 1864 Domenico Veliscig vicario, e don Adamo Zanetti, parroco di Brazzano, restaurano la chiesetta di Ruttars (Impero Austro - Ungarico) con l'aiuto di diversi e illustri benefattori, quali «le loro Maestà Elisabetta, Ferdinando e Maria Anna della Casa d'Austria. Domenico Veliscig in seguito fu allontanato e rinchiuso nella fortezza del Belvedere, a Firenze. Successe, infatti, nelle zone di confine, che fossero allontanati quei cittadini di fede asburgica ritenuti, a ragione o a torto, possibili spie.[17][18][19]
- 1877 - 26.6.1909 Emilia Velliscig moglie del Prof. Francesco Musoni.[20]
- 1880 Nella casa dove vive la famiglia benestante Veliscig a Podresca, si trova l'ufficio postale, si trova inoltre il servizio di vendita di marche e consegna di quotidiani.[21]
- 1903 Esce a firma del parroco-decano di Belvedere di Aquileia, Domenico Veliscig il libro: Del proto-apostolato di S. Marco evangelista in Aquileia : confutazione apologetico-critico-storica ad una nota controversa dell'Almanacco del popolo.[22]
- 1914 Velliscig Achille sindaco di Prepotto.[23]
- 1921 Poletti - Velliscig Lydia musicista, scrittrice testi per pianoforte.[24]
- 20-1-1944 Veliscig Francesco di Giuseppe di Dolegna del Collio; catturato dalle SS mentre transitava, nei pressi di Roditti, su un merci della linea Divaccia-Trieste.[25]
- 5.2.1944 Velliscig Angelina, uccisa a Seberiach di Salona d'Isonzo da appartenenti alla Beneska Ceta.[25][26]
- 14-16.10.1944 Antonio Veliseche si trova nel campo di concentramento di Gross-Rosen.[27]
- 27.4.1945 Velliscig Lamberto di S. Leonardo muore nel campo di sterminio di Mauthausen.[28]

### Furto diacono Martino Velliscig

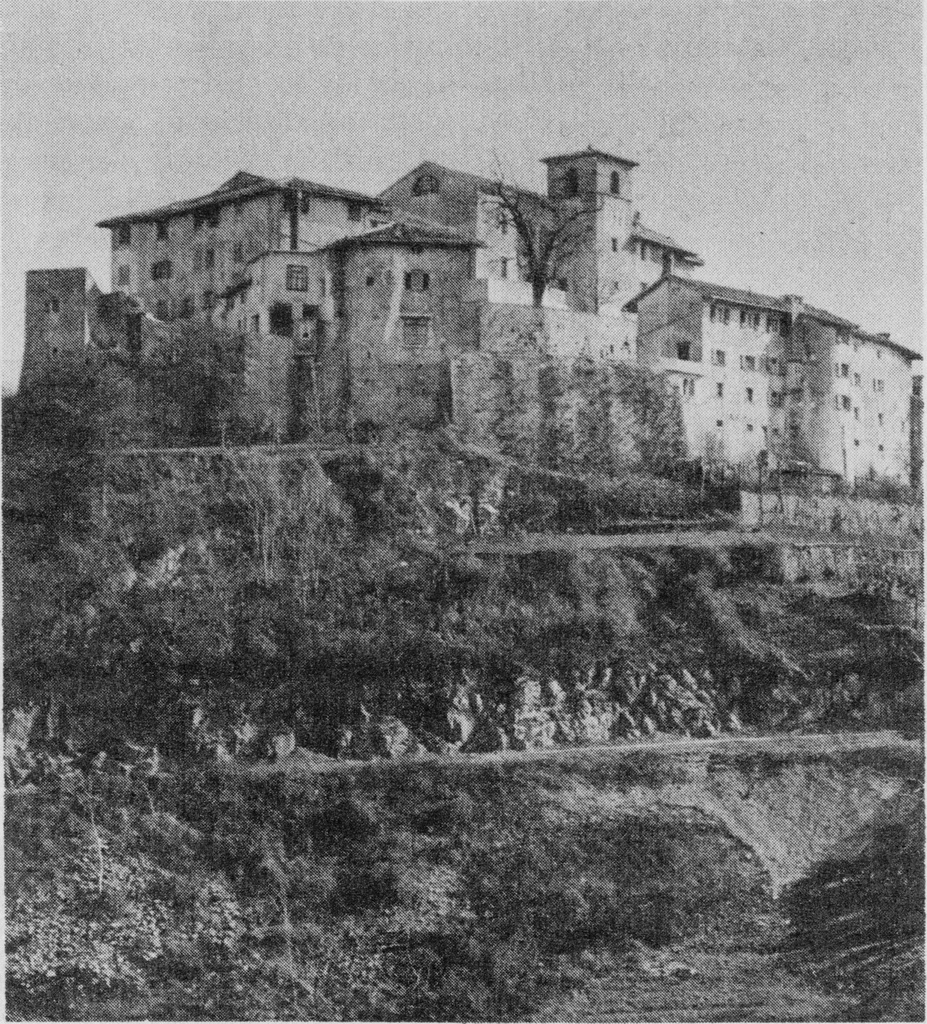
Santuario di Castelmonte (UD)

Il mattino del 29 novembre 1738 il nonzolo del Santuario della Beata Vergine di Castelmonte, denunciava di aver trovate quella mattina aperte le porte del santuario e di aver constatato il furto di oggetti sacri.

La pista per l'individuazione del ladro veniva già il giorno dopo, quando si presentava in capitolo di Cividale Giorgio Paravano, decano del villaggio di Codromaz, che portava un pezzo di candeliere e un bottone nero di sottana con filo di colore “fratesco“. Michele Veliscigh, uno dei due ragazzi, aveva riferito che quel bottone gli sembrava provenire dalla tonaca del chierico Martino, suo fratello, che risiedeva presso il santuario. 
Fuggiti dal castello, in territorio veneto, i due ladri si erano quindi diretti in territorio imperiale, superando il conﬁne proprio nella valle dello Judrio, dove si trattennero per qualche tempo, e li si diressero le indagini, che il capitolo affidò al l'arcidiacono a Tolmino. Verso la fine di dicembre Martino Veliscigh, dopo aver sentito di essere ricercato, spediva al decano di Idria una lettera cercando di allontanare da sé e dal fratello Andrea il sospetto di essere i responsabili del furto, ma dava anche la pista per il recupero degli oggetti. Le indagini avviate intanto avevano individuato a Gorizia l'ebreo che aveva comprato argento. Il 17 aprile 1739 giungeva da Tolmino la notizia della cattura e dell'imprigionamento del diacono Martino Veliscigh. 
La situazione tornò a muoversi nel 1748, chiamando in causa altre autorità, il nunzio pontiﬁcio a Vienna e la curia romana. Rivolgendosi al nunzio il Veliscigh, da Albana, dove si era ritirato presso il padre, scriveva di essere stato liberato dalla galera e poi anche dalla prigionia dei turchi per intervento della Madonna e chiedeva di essere assolto dalle accuse, perché suddito austriaco e di voler essere ordinato sacerdote. La veniva confermata da Roma il 5 dicembre. Per il capitolo erano guai, anche perché chiedeva ordinazione sacerdotale e risarcimento dei danni. 
La faccenda si chiuse li, mentre il capitolo faceva condurre una nuova indagine sulla responsabilità del furto che veniva addossata ai fabbricieri in carica nel 1739, in particolare al tesoriere canonico Carlo Boiani, al quale tale risultato fu comunicato, senza che si abbia notizia di altri sviluppi. Ma le vicende di Martino non finiscono qui, Mattia Crisetigh, col quale il nostro Martino ha uno scontro violento fa scattare l'avvio di un altro processo da parte del capitolo.

## Etimologia

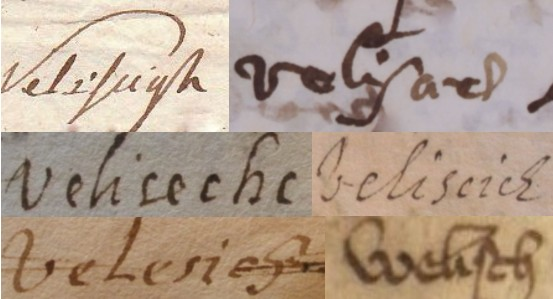
Varianti cognome Velliscig

L'etimologia è incerta; il cognome Velliscig e le sue varianti potrebbero nascere:
- dal nome proprio Velech o Велес
- dal villaggio di origine: Veliš

In tutti i casi si aggiunge il patronimico -ic or -ig, o la formante del luogo, -ščak / -šek.

### Varianti
| Proto-Slavo | Tedesco    | Ceco       | Sloveno  | Italiano            | Americano |
| ----------- | ---------- | ---------- | -------- | ------------------- | --------- |
| Велесик     | Welisch    | Velíšek    | Velišček | Velisig o Vellisig  | Velicig   |
|             | (Wellisch) | Velišik    | Velušček | Velesig o Vellescig | Velishek  |
|             |            | (Velišovi) | Veluščik |                     | Velisek   |
|             |            | Velišovský |          |                     |           |

## Personaggi contemporanei
- Aleksander Velišček - artista
- Alessio Velliscig - chitarrista del gruppo Pathosray
- Cyril Vellicig - missionario americano in Tanzania
- Giancarlo Velliscig - autore e cantautore

## Città e strade
- Velindò, Canale d'Isonzo - Slovenia
- Vellesig Rd - Shelocta (Pennsylvania), Stati Uniti d'America
- Via Velliscig - Cividale del Friuli (UD)[24]